# Hans Gildemeister
Hans Gildemeister (Lima, 9 febbraio 1956) è un ex tennista cileno.

## Biografia
È fratello di un altro tennista, Heinz Gildemeister.
Si è fatto notare già a livello giovanile dove, durante l'Orange Bowl 1972 ha sconfitto nella finale under-16 Ferdi Taygan.
Tra i professionisti ha conquistato quattro titoli in singolare e ventitré nel doppio maschile. Nei tornei dello Slam ha raggiunto per tre volte consecutive i quarti di finale al Roland Garros e nel doppio è arrivato fino alla finale dell'Open di Francia 1982.
In Coppa Davis ha giocato un totale di quarantotto match con la squadra cilena vincendone trentasei.

## Statistiche

### Singolare

#### Vittorie (4)
| Numero | Data | Torneo                               | Superficie  | Avversario in finale | Punteggio     |
| 1.     | 1979 | Torneo Godó, Barcellona              | Terra rossa | Eddie Dibbs          | 6–4, 6–3, 6–1 |
| 2.     | 1979 | Santiago Open, Santiago del Cile     | Terra rossa | José Higueras        | 7–5, 5–7, 6–4 |
| 3.     | 1981 | Santiago Open, Santiago del Cile (2) | Terra rossa | Andrés Gómez         | 6–4, 7–5      |
| 4.     | 1982 | ATP Bordeaux, Bordeaux               | Terra rossa | Pablo Arraya         | 7–5, 6–1      |

### Doppio

#### Vittorie (23)
| Numero | Data | Torneo                                                 | Superficie  | Compagno          | Avversari in finale                | Punteggio      |
| 1.     | 1976 | Santiago Open, Santiago del Cile                       | Terra rossa | Patricio Cornejo  | Lito Álvarez Belus Prajoux         | 6–3, 7–6       |
| 2.     | 1977 | International Tennis Championships of Colombia, Bogotà | Terra rossa | Belus Prajoux     | Jorge Andrew Carlos Kirmayr        | 6–4, 6–2       |
| 3.     | 1978 | Open Seat, Barcellona                                  | Terra rossa | Željko Franulović | Jean-Louis Haillet Gilles Moretton | 6–1, 6–4       |
| 4.     | 1978 | Santiago Open, Santiago del Cile (2)                   | Terra rossa | Víctor Pecci      | Jaime Fillol Álvaro Fillol         | 6–4, 6–3       |
| 5.     | 1980 | Legg Mason Tennis Classic, Washington                  | Terra rossa | Andrés Gómez      | Gene Mayer Sandy Mayer             | 6–4, 7–5       |
| 6.     | 1980 | Madrid Tennis Grand Prix, Madrid                       | Terra rossa | Andrés Gómez      | Jan Kodeš Balázs Taróczy           | 3–6, 6–3, 10–8 |
| 7.     | 1980 | Quito Open, Quito                                      | Terra rossa | Andrés Gómez      | José Luis Clerc Belus Prajoux      | 6–3, 1–6, 6–4  |
| 8.     | 1981 | Hamburg Masters, Amburgo                               | Terra rossa | Andrés Gómez      | Peter McNamara Paul McNamee        | 6–4, 3–6, 6–4  |
| 9.     | 1981 | Internazionali d'Italia, Roma                          | Terra rossa | Andrés Gómez      | Bruce Manson Tomáš Šmíd            | 7–5, 6–2       |
| 10.    | 1981 | Madrid Tennis Grand Prix, Madrid (2)                   | Terra rossa | Andrés Gómez      | Heinz Günthardt Tomáš Šmíd         | 6–2, 3–6, 6–3  |
| 11.    | 1981 | Quito Open, Quito (2)                                  | Terra rossa | Andrés Gómez      | David Carter Ricardo Ycaza         | 7–5, 6–3       |
| 12.    | 1981 | Santiago Open, Santiago del Cile (3)                   | Terra rossa | Andrés Gómez      | Ricardo Cano Belus Prajoux         | 6–2, 7–6       |
| 13.    | 1982 | ATP Bordeaux, Bordeaux                                 | Terra rossa | Andrés Gómez      | Anders Järryd Hans Simonsson       | 6–4, 6–2       |
| 14.    | 1983 | Viña del Mar Open, Viña del Mar                        | Terra rossa | Belus Prajoux     | Julio Goes Ney Keller              | 6–3, 6–1       |
| 15.    | 1985 | Hamburg Masters, Amburgo (2)                           | Terra rossa | Andrés Gómez      | Heinz Günthardt Balázs Taróczy     | 1–6, 7–6, 6–4  |
| 16.    | 1985 | Legg Mason Tennis Classic, Washington D.C. (2)         | Terra rossa | Víctor Pecci      | David Graham Balázs Taróczy        | 6–3, 1–6, 6–4  |
| 17.    | 1986 | U.S. Men's Clay Court Championships, Indianapolis      | Terra rossa | Andrés Gómez      | John Fitzgerald Sherwood Stewart   | 6–4, 6–3       |
| 18.    | 1986 | WCT Tournament of Champions, Forest Hills              | Terra rossa | Andrés Gómez      | Boris Becker Slobodan Živojinović  | 7–6, 7–6       |
| 19.    | 1986 | U.S. Pro Tennis Championships, Boston                  | Terra rossa | Andrés Gómez      | Dan Cassidy Mel Purcell            | 4–6, 7–5, 6–0  |
| 20.    | 1986 | Legg Mason Tennis Classic, Washington D.C. (3)         | Terra rossa | Andrés Gómez      | Ricardo Acioly César Kist          | 6–3, 7–5       |
| 21.    | 1986 | Mercedes Cup, Stoccarda                                | Terra rossa | Andrés Gómez      | Mansour Bahrami Diego Pérez        | 6–4, 6–3       |
| 22.    | 1987 | Monte Carlo Masters, Monte Carlo                       | Terra rossa | Andrés Gómez      | Mansour Bahrami Michael Mortensen  | 6–2, 6–4       |
| 23.    | 1987 | U.S. Pro Tennis Championships, Boston (2)              | Terra rossa | Andrés Gómez      | Joakim Nyström Mats Wilander       | 7–6, 3–6, 6–1  |